# Willy Angst
Willy Angst (ur. 20 listopada 1913) – szwajcarski zapaśnik walczący w stylu wolnym. Dwukrotny olimpijczyk. Piąty w Berlinie 1936 i odpadł w eliminacjach w Londynie 1948. Walczył w kategorii 72 kg. Srebrny medalista mistrzostw Europy w 1937 i brązowy w 1935 roku.
- Turniej w Berlinie 1936

Wygrał z Estończykiem Augustem Kukkiem, Finem Jaakko Pietilą, Węgrem Kálmánem Sóvári. Przegrał z Kanadyjczykiem Joe Schleimerem i Amerykaninem Frankiem Lewisem.
- Turniej w Londynie 1948

Wygrał z Aleksanterim Keisalą z Finlandii a przegrał z Australijczykiem Dickiem Garrardem i Kálmánem Sóvári z Węgier.
Jego bracia Heinrich i Max byli olimpijczykami bobsleistami.